# Von Fersen
Fersen eller Versen är en uradlig ätt från Niedersachsen i Tyskland som spreds till Pommern på 1200-talet, Estland på 1500-talet, och därefter till Preussen, Sverige samt Ryssland, men sedermera utslocknat i nämnda länder förutom Tyskland. I Tyskland, Finland och Italien fortlever grenar av ätten.

## Versens historia i Tyskland
Ätten som möjligen härstammar från orten Veerssen i Uelzen, Lüneburg i Niedersachsen, och en Alexander de Versne nämns 10 juli 1217 i en urkund skriven av grevarna av Schwerin, till vilket grevskap Lüneburg då tillhörde.
Ätten är med säkerhet känd från Pommern där Otto de Versne nämndes 1264 i en urkund skriven av hertig Barnim I av Pommern. Den Pommerska grenens historia dokumenterades av den preussiske kretsdomaren Friedrich Wilhelm Leopold Emanuel von Versen (1829-1887) i två band utgivna under slutet av 1800-talet och början av 1900-talet, med titeln Geschichte des Geschlechts v. Versen und v. Fersen. 
Ätten hade under 1200-talet gods mellan Belgard och Bublitz och kan säkras genealogiskt tillbaka till Henning Verssen (död omkring 1513) som förlänades godset Burzlaff, nuvarande Borzysław i Polen, och efterlämnade sex söner. Denna Pommerska gren av ätten spred sig sedan till Baltikum, men fortlever i Tyskland.

## von Fersen i Estland, Livland och Sverige
Henning Verssens son Lorenz Verssen kom till Estland före 1535, och bosatte sig på herrgården Rayküll i Harrien, Estland, vilken blev den Estländska grenens stamgods fram till 1703. Lorenz Versen kallades 1542 estländskt råd och skrev 1545 sitt testamente.
Från Lorenz Versens ende son Hermann Versen (död 1575), delade sig sedan familjen i flera grenar och sedan Estland år 1561 löd under Sverige, började ättens medlemmar i baltländerna att kalla sig Fersen med svensk stavning.
Hermanns yngsta son Hans von Fersen var ståthållare på Hapsal och estländska ridderskapets hauptmann mellan 1617 och 1624, hans sonson Hermann von Fersen var en svensk överste som dog i rysk fångenskap, men blev stamfar för linjen Sipp-Klosterhof, från vilka medlemmar som överlevde den ryska revolutionen har återvandrat till Tyskland och bor i Hannover och Berlin.
Från överste Hermanns bror löjtnanten Heinrich von Fersen (död 1682) härstammar den livländska grenen Laupa-Ollustfer, och från hans två sonsöner utgår flera linjer.  
Från den äldre sonsonen Reinhold Johann von Fersen (1713-1772) stammar två grenar, den äldre kallas Wredenhagen-Türsel, medan den yngre estländska linjen 1755 upphöjdes till friherrlig på det Estlands riddarhus. 
Den yngre sonsonen Karl Gustav von Fersen (1717-1790) blev 1750 livländskt lantråd och upphöjdes i Livland till friherre. Karl Gustavs son infanterigeneralen Hans Heinrich von Fersen (1743-1800) blev rysk greve och hade i början av 1900-talet ättlingar i Dresden och Rom. 
Ståthållaren Hans von Fersens bror Lorenz von Fersen stammar en pommersk linje, vilken utslocknade 1741. 
Den tredje brodern, Fabian von Fersen, hade en son Hermann von Fersen vars två söner upphöjdes till friherrar.

## Friherrliga ätten von Fersen
Fabian von Fersens båda söner upphöjdes 1674 till friherrar av Cronendahl på Svenska Riddarhuset med nummer 63. Cronendahl var ett nygjort namn på det sekvestrerade Thottska godset Skabersjö slott i Skåne, vilket de båda friherrarna innehade en kort tid. 
I friherrebrevet från den 4 november 1674 (för Hans von Fersen och Fabian von Fersen, i original på pergament, Lövstad) står att hjärtvapnet skall vara det gamble och vanlige deres adelige sköldemärke. Det i brevet målade vapnet är under sådana förhållanden felaktigt, därtill heraldiskt orimligt, det innehåller nämligen en mörkblå flygfisk (med kronan och ringen) i ett fält av ljusblå vågor. 
Den äldre av dessa två söner, friherre Otto Wilhelm von Fersen, var fältmarskalk och generalguvernör över Ingermanland och Kexholm, och avled utan barn. Hans yngre bror, friherre Herman von Fersen, tillfångatogs under slaget vid Narva i augusti 1704 och uppges ha dött i Moskva 1709. Han blev stamfar för en slesvigsk linje, utdöd 1804. 
Samtidigt som Fabians söner upphöjdes till friherrar, upphöjdes även deras kusiner, två söner till lantrådet Karl Gustav von Fersen (1717-1790). Den yngre sonen, Fabian von Fersen (död 1677) avled efter sina söner och slöt sin gren.
Den äldre sonen, generallöjtnanten guvernören friherre Hans von Fersen (död 1683) var gift flera gånger, och en son i första giftet, presidenten i Svea hovrätt Reinhold Johan von Fersen blev 1712 svensk greve von Fersen och är stamfar för grevliga ätten von Fersen.

## Grevliga ätten von Fersen
Reinhold Johan von Fersen upphöjdes 1712 till svensk greve von Fersen Svenska Riddarhuset med nummer 56 och är stamfar för grevliga ätten von Fersen. Hans son, greve Hans von Fersen (död 1766), var generallöjtnant och president i Svea hovrätt. Han sålde efter freden i Nystad 1721 sina baltiska gods och flyttade permanent till Sverige och bosatte sig i Ljung i Östergötland.
I grevebrevet, utfärdat den 23 mars 1719 (original på pergament, Lövstad) står, att ätten skall föra i hjärtskölden dess gamle adelige stamvapen, som är en flygande fisk med en krona uppå huvudet samt en gyllende ring med en infattad ädelsten i munnen uti silverfält med 5 strömmar.
Den idag mest kända medlemmen av den grevliga ätten är riksmarskalk Axel von Fersen d.y., 1755-1810, i Frankrike kallad ”le beau Fersen”,namnkunnig för sitt påstådda kärleksförhållande med Marie-Antoinette, för sitt försök att frita den franska kungafamiljen 1791 och som offer för det Fersenska mordet 1810.
Den Fersenska ätten utslocknade med Fabian von Fersens barn, hans son greve Gustaf Hans von Fersen avled 15 april 1839, och dottern Louise Gyldenstolpe, död 1879, slöt ätten på spinnsidan.

## Några medlemmar av ätten

### Alfabetiskt ordnade (endast biograferade)
- Axel von Fersen (1798–1838)
- Axel von Fersen den äldre (1719–1794)
- Axel von Fersen (1755–1810)
- Carl von Fersen (1716–1786)
- Fabian von Fersen (1626–1677)
- Fabian von Fersen (1762–1818)
- Hans von Fersen (1683–1736)
- Hans von Fersen d.ä. (1625–1683)
- Hans von Fersen (1802–1839)
- Hedda von Fersen (1753–1792)
- Hedvig Catharina von Fersen (1732–1800)
- Herman von Fersen (omkring 1630–1709)
- Joakim Fredrik von Fersen (omkring 1670–1738)
- Louise von Fersen (1777–1849)
- Louise von Fersen (1816–1879)
- Otto Wilhelm von Fersen (1623–1703)
- Reinhold Johan von Fersen (1656–1716)

### Kronologiskt ordnade
- Simon Verssen (född 1420)
- Henning Verssen (död ca 1515)
- Lorenz Verssen (död ca 1546)
- Reinhold von Fersen (död 1609)
- Hermann von Fersen d.ä. (död tidigast 1654)
- Otto Wilhelm von Fersen (1623–1703)
- Hans von Fersen d.ä. (1625–1683)
- Fabian von Fersen (1626–1677)
- Herman von Fersen (omkring 1630–1709)
- Reinhold Johan von Fersen (1646–1716)
- Joakim Fredrik von Fersen (omkring 1670–1738)
- Hans von Fersen (1683–1736)
- Carl Reinhold von Fersen, (1716–1786)
- Fredrik Axel von Fersen, Axel von Fersen d.ä. (1719–1794)
- Joakim Fredrik von Fersen (1745-1804)
- Hedvig Eleonora von Fersen (1753–1792)
- Augusta Fersen (1754–1846)
- Hans Axel von Fersen, Axel von Fersen d.y. (1755–1810)
- Sophie von Fersen (1757–1816)
- Fabian Reinhold von Fersen (1762–1818)
- Axel von Fersen (1798–1838)
- Gustaf Hans von Fersen (1802–1839)
- Lovisa von Fersen (1816–1879)